# Gran Premio motociclistico del Portogallo 2004
Il Gran Premio motociclistico del Portogallo 2004 corso il 5 settembre, è stato l'undicesimo Gran Premio della stagione 2004 e ha visto vincere la Yamaha di Valentino Rossi nella classe MotoGP, Toni Elías nella classe 250 e Héctor Barberá nella classe 125.

## MotoGP
Nicky Hayden e Kurtis Roberts non partecipano a questo Gran Premio per infortunio.

### Arrivati al traguardo
| Pos. | Nº | Pilota            | Squadra                   | Motocicletta       | Giri | Tempo     | Griglia | Punti |
| ---- | -- | ----------------- | ------------------------- | ------------------ | ---- | --------- | ------- | ----- |
| 1º   | 46 | Valentino Rossi   | Gauloises Fortuna Yamaha  | Yamaha YZR-M1      | 28   | 46:34.911 | 2       | 25    |
| 2º   | 6  | Makoto Tamada     | Camel Honda               | Honda RC211V       | 28   | +5.111    | 1       | 20    |
| 3º   | 4  | Alex Barros       | Repsol Honda              | Honda RC211V       | 28   | +8.157    | 5       | 16    |
| 4º   | 15 | Sete Gibernau     | Telefonica Movistar Honda | Honda RC211V       | 28   | +8.312    | 3       | 13    |
| 5º   | 7  | Carlos Checa      | Gauloises Fortuna Yamaha  | Yamaha YZR-M1      | 28   | +17.966   | 10      | 11    |
| 6º   | 21 | John Hopkins      | Suzuki MotoGP             | Suzuki GSV-R       | 28   | +18.631   | 6       | 10    |
| 7º   | 65 | Loris Capirossi   | Ducati Marlboro           | Ducati Desmosedici | 28   | +23.670   | 11      | 9     |
| 8º   | 12 | Troy Bayliss      | Ducati Marlboro           | Ducati Desmosedici | 28   | +25.126   | 13      | 8     |
| 9º   | 45 | Colin Edwards     | Telefonica Movistar Honda | Honda RC211V       | 28   | +25.611   | 8       | 7     |
| 10º  | 17 | Norick Abe        | Fortuna Gauloises Tech 3  | Yamaha YZR-M1      | 28   | +26.727   | 14      | 6     |
| 11º  | 56 | Shin'ya Nakano    | Kawasaki Racing           | Kawasaki ZX-RR     | 28   | +44.704   | 12      | 5     |
| 12º  | 99 | Jeremy McWilliams | MS Aprilia Racing         | Aprilia RS Cube    | 28   | +50.511   | 16      | 4     |
| 13º  | 66 | Alex Hofmann      | Kawasaki Racing           | Kawasaki ZX-RR     | 28   | +54.372   | 17      | 3     |
| 14º  | 10 | Kenny Roberts Jr  | Suzuki MotoGP             | Suzuki GSV-R       | 28   | +59.518   | 9       | 2     |
| 15º  | 9  | Nobuatsu Aoki     | Proton Team KR            | Proton KR5         | 28   | +1:32.853 | 20      | 1     |
| 16º  | 77 | James Ellison     | WCM                       | Harris WCM         | 27   | +1 giro   | 21      |       |

### Ritirati
| Nº | Pilota          | Squadra                  | Motocicletta       | Giri | Griglia |
| -- | --------------- | ------------------------ | ------------------ | ---- | ------- |
| 11 | Rubén Xaus      | D’Antin MotoGP           | Ducati Desmosedici | 18   | 18      |
| 50 | Neil Hodgson    | D’Antin MotoGP           | Ducati Desmosedici | 16   | 15      |
| 84 | Michel Fabrizio | MS Aprilia Racing        | Harris WCM         | 11   | 19      |
| 33 | Marco Melandri  | Fortuna Gauloises Tech 3 | Yamaha YZR-M1      | 7    | 7       |
| 3  | Max Biaggi      | Camel Honda              | Honda RC211V       | 0    | 4       |

### Non partito
| Nº | Pilota      | Squadra | Motocicletta | Griglia |
| -- | ----------- | ------- | ------------ | ------- |
| 35 | Chris Burns | WCM     | Harris WCM   | 22      |

## Classe 250

### Arrivati al traguardo
| Pos. | Nº | Pilota          | Squadra                     | Motocicletta | Giri | Tempo     | Griglia | Punti |
| ---- | -- | --------------- | --------------------------- | ------------ | ---- | --------- | ------- | ----- |
| 1º   | 24 | Toni Elías      | Fortuna Honda               | Honda        | 26   | 44:23.399 | 3       | 25    |
| 2º   | 19 | Sebastián Porto | Repsol - Aspar              | Aprilia      | 26   | +0.323    | 2       | 20    |
| 3º   | 7  | Randy de Puniet | Safilo Carrera - LCR        | Aprilia      | 26   | +9.918    | 4       | 16    |
| 4º   | 26 | Daniel Pedrosa  | Telefonica Movistar Honda   | Honda        | 26   | +9.935    | 1       | 13    |
| 5º   | 51 | Alex De Angelis | Aprilia Racing              | Aprilia      | 26   | +21.441   | 5       | 11    |
| 6º   | 14 | Anthony West    | Freesoul Abruzzo Racing     | Aprilia      | 26   | +27.638   | 11      | 10    |
| 7º   | 54 | Manuel Poggiali | MS Aprilia                  | Aprilia      | 26   | +27.866   | 8       | 9     |
| 8º   | 6  | Alex Debón      | Wurth Honda BQR             | Honda        | 26   | +34.673   | 7       | 8     |
| 9º   | 73 | Hiroshi Aoyama  | Telefonica Movistar Honda   | Honda        | 26   | +45.923   | 9       | 7     |
| 10º  | 2  | Roberto Rolfo   | Fortuna Honda               | Honda        | 26   | +54.238   | 14      | 6     |
| 11º  | 33 | Héctor Faubel   | Grefusa - Aspar             | Aprilia      | 26   | +58.751   | 19      | 5     |
| 12º  | 21 | Franco Battaini | Campetella Racing           | Aprilia      | 26   | +59.123   | 10      | 4     |
| 13º  | 34 | Eric Bataille   | Wurth Honda BQR             | Honda        | 26   | +1:11.620 | 27      | 3     |
| 14º  | 96 | Jakub Smrž      | Molenaar Racing             | Honda        | 26   | +1:11.785 | 21      | 2     |
| 15º  | 28 | Dirk Heidolf    | Grefusa - Aspar             | Aprilia      | 28   | +1:12.305 | 17      | 1     |
| 16º  | 57 | Chaz Davies     | Aprilia Germany             | Aprilia      | 26   | +1:14.925 | 16      |       |
| 17º  | 44 | Tarō Sekiguchi  | NC World Trade              | Yamaha       | 26   | +1:14.982 | 24      |       |
| 18º  | 11 | Joan Olivé      | Campetella Racing           | Aprilia      | 26   | +1:22.255 | 18      |       |
| 19º  | 9  | Hugo Marchand   | Freesoul Abruzzo Racing     | Aprilia      | 26   | +1:25.071 | 20      |       |
| 20º  | 16 | Johan Stigefelt | Aprilia Germany             | Aprilia      | 26   | +1:26.573 | 23      |       |
| 21º  | 36 | Erwan Nigon     | Equipe GP de France - Scrab | Aprilia      | 26   | +1:28.740 | 22      |       |
| 22º  | 42 | Grégory Leblanc | Leblanc Racing              | Aprilia      | 25   | +1 giro   | 26      |       |
| 23º  | 17 | Klaus Nöhles    | Castrol-Honda Kiefer Racing | Honda        | 25   | +1 giro   | 28      |       |

### Ritirati
| Nº | Pilota           | Squadra                     | Motocicletta | Giri | Griglia |
| -- | ---------------- | --------------------------- | ------------ | ---- | ------- |
| 50 | Sylvain Guintoli | Campetella Racing           | Aprilia      | 24   | 15      |
| 43 | Radomil Rous     | UGT Kurz                    | Yamaha       | 23   | 29      |
| 10 | Fonsi Nieto      | Repsol - Aspar              | Aprilia      | 21   | 6       |
| 25 | Alex Baldolini   | Matteoni Racing             | Aprilia      | 3    | 12      |
| 8  | Naoki Matsudo    | UGT Kurz                    | Yamaha       | 2    | 13      |
| 12 | Arnaud Vincent   | Equipe GP de France - Scrab | Aprilia      | 1    | 25      |

### Non qualificato
| Nº | Pilota         | Squadra        | Motocicletta |
| -- | -------------- | -------------- | ------------ |
| 88 | Gergő Talmácsi | NC World Trade | Yamaha       |

## Classe 125

### Arrivati al traguardo
| Pos. | Nº | Pilota            | Squadra                  | Motocicletta | Giri | Tempo     | Griglia | Punti |
| ---- | -- | ----------------- | ------------------------ | ------------ | ---- | --------- | ------- | ----- |
| 1º   | 3  | Héctor Barberá    | Seedorf Racing           | Aprilia      | 23   | 41:01.272 | 10      | 25    |
| 2º   | 36 | Mika Kallio       | Red Bull KTM             | KTM          | 23   | +0.151    | 9       | 20    |
| 3º   | 48 | Jorge Lorenzo     | Caja Madrid Derbi Racing | Derbi        | 23   | +8.824    | 7       | 16    |
| 4º   | 22 | Pablo Nieto       | Master - Repsol          | Aprilia      | 23   | +8.888    | 11      | 13    |
| 5º   | 19 | Álvaro Bautista   | Seedorf Racing           | Aprilia      | 23   | +9.666    | 16      | 11    |
| 6º   | 58 | Marco Simoncelli  | Rauch Bravo              | Aprilia      | 23   | +10.347   | 5       | 10    |
| 7º   | 14 | Gábor Talmácsi    | Semprucci Malaguti       | Malaguti     | 23   | +11.919   | 15      | 9     |
| 8º   | 52 | Lukáš Pešek       | Ajo Motorsport           | Honda        | 23   | +11.962   | 13      | 8     |
| 9º   | 15 | Roberto Locatelli | Safilo Carrera - LCR     | Aprilia      | 23   | +19.186   | 4       | 7     |
| 10º  | 7  | Stefano Perugini  | Metis Gilera Racing      | Gilera       | 23   | +19.548   | 14      | 6     |
| 11º  | 63 | Mike Di Meglio    | Globet.com Racing        | Aprilia      | 23   | +26.981   | 23      | 5     |
| 12º  | 32 | Fabrizio Lai      | Metis Gilera Racing      | Gilera       | 23   | +31.708   | 12      | 4     |
| 13º  | 33 | Sergio Gadea      | Master - Repsol          | Aprilia      | 23   | +32.492   | 20      | 3     |
| 14º  | 26 | Dario Giuseppetti | Elit Grand Prix          | Honda        | 23   | +32.896   | 26      | 2     |
| 15º  | 23 | Gino Borsoi       | Globet.com Racing        | Aprilia      | 23   | +34.820   | 19      | 1     |
| 16º  | 12 | Thomas Lüthi      | Elit Grand Prix          | Honda        | 23   | +34.845   | 21      |       |
| 17º  | 54 | Mattia Pasini     | Safilo Carrera - LCR     | Aprilia      | 23   | +58.409   | 18      |       |
| 18º  | 66 | Vesa Kallio       | Team Hungary             | Aprilia      | 23   | +1:00.159 | 27      |       |
| 19º  | 45 | Lorenzo Zanetti   | Sterilgarda Racing       | Aprilia      | 23   | +1:26.362 | 29      |       |
| 20º  | 28 | Jordi Carchano    | Matteoni Racing          | Aprilia      | 23   | +1:26.498 | 31      |       |
| 21º  | 16 | Raymond Schouten  | Molenaar Racing          | Honda        | 23   | +1:36.654 | 32      |       |
| 22º  | 8  | Manuel Manna      | Semprucci Malaguti       | Malaguti     | 23   | +1:36.716 | 30      |       |
| 23º  | 43 | Manuel Hernández  | Team Hernandez           | Aprilia      | 22   | +1 giro   | 33      |       |
| 24º  | 9  | Markéta Janáková  | Angaia Racing            | Honda        | 22   | +1 giro   | 34      |       |

### Ritirati
| Nº | Pilota           | Squadra                  | Motocicletta | Giri | Griglia |
| -- | ---------------- | ------------------------ | ------------ | ---- | ------- |
| 25 | Imre Tóth        | Team Hungary             | Aprilia      | 14   | 24      |
| 42 | Gioele Pellino   | Abruzzo Racing           | Aprilia      | 12   | 28      |
| 47 | Ángel Rodríguez  | Caja Madrid Derbi Racing | Derbi        | 11   | 17      |
| 34 | Andrea Dovizioso | Kopron Team Scot         | Honda        | 11   | 1       |
| 27 | Casey Stoner     | Red Bull KTM             | KTM          | 5    | 3       |
| 24 | Simone Corsi     | Kopron Team Scot         | Honda        | 4    | 2       |
| 69 | Robbin Harms     | Ajo Motorsport           | Honda        | 4    | 25      |
| 6  | Mirko Giansanti  | Matteoni Racing          | Aprilia      | 2    | 6       |
| 50 | Andrea Ballerini | Abruzzo Racing           | Aprilia      | 2    | 22      |
| 21 | Steve Jenkner    | Rauch Bravo              | Aprilia      | 0    | 8       |

### Non qualificati
| Nº | Pilota            | Squadra        | Motocicletta |
| -- | ----------------- | -------------- | ------------ |
| 91 | Vincent Braillard | TMR Competicio | Honda        |
| 90 | Carlos Ferreira   | Moto Speed     | Honda        |
| 10 | Julián Simón      | Angaia Racing  | Honda        |